# Patricia Rodríguez
Patricia Rodríguez, de son vrai nom Patricia Yurena Rodríguez Alonso, née le 6 mars 1990 à Granadilla de Abona, Tenerife, est un mannequin espagnol.

## Biographie
Patricia Rodríguez fut élue miss Espagne en 2008.
Elle est devenue première dauphine de Miss Univers 2013, le 9 novembre de la même année à Moscou en Russie, et première dauphine de Miss World Europe 2013.
En août 2014, elle fait son coming out en publiant sur twitter une photo d'elle et de sa compagne, Vanesa Klein (es). Leur séparation est officialisée en 2016.